# 百家讲坛
《百家讲坛》是中国中央电视台科教频道的一个科教讲座式節目。在2008年由中国广播电视协会、中国传媒大学和中央民族大学联合推出的《中国电视网络影响力报告》年度报告当中获选为“中国最具网络影响力的CCTV栏目”第一名。
该節目选材广泛，曾涉及歷史、文化、生物、医学、经济等各个方面，逐步发展至今，现多以文化题材为主，并较多涉及中国历史、中国文化。其演播风格与学术性的理论研究相比较为平易，同时亦追求内容的学理性与权威性，力求雅俗共赏。该節目自2001年7月9日开播以来，截至2006年10月已播出1000余期，由许多先前并不为人們熟知的学术界著名人士推出，以通俗易懂的形式将许多晦涩知识传播于民众之中，虽然在个别议题上曾略受微辞，但整体而言，大多数观众都给予此節目正面评价。

## 邀请讲师
该栏目主讲人一般为中国教育界、文化界知名学者，并也曾邀请企业家，国外学者等各界人士。在一期讲解慈禧定东陵及东陵大盗的节目中，也曾邀请过东陵的管理人员赵英健。

## 讲座名录
注：此处只列出部分百家讲坛所播出关注度较大的系列节目，不包含单个节目。
- 方北辰：《三国名将》（2015年）、
- 玉平老師：向三國人物借智慧
- 易中天：《汉代风云人物》（2005年）、《品三国》（2006年）#、《先秦诸子百家争鸣》（2008年）
- 金正昆：《金正昆谈礼仪》
- 阎崇年：《清十二帝疑案》、《明亡清兴六十年》、《康熙大帝》
- 隋丽娟：《说慈禧》
- 马瑞芳：《马瑞芳说聊斋》
- 纪连海：《正说清朝二十四臣》、《李连英》
- 毛佩琦：《明十七帝疑案》、《大明第一谋臣刘伯温》
- 王立群：汉代风云人物（续）、《王立群读史记》
- 馬未都：《马未都说收藏》
- 孙立群：《吕不韦》、《范蠡》、《李斯》
- 钱文忠：《玄奘西游记》、《解读三字经》、《解读百家姓》
- 孟宪实：《玄武门之变》、《贞观之治》、《唐高宗》
- 《我读经典》：百家讲坛将曾经登台演讲的众多名人召集，对经典发表个人感想。
- 《千古中醫故事》
- 周汝昌：《周汝昌眼中的四大名著》
- 康震：《李白》、《杜甫》、《苏轼》、《李清照》、《柳宗元》、《韩愈》、唐宋八大家
- 孔庆东：《孔庆东看金庸小说》、《正说鲁迅》
- 乔良：《新解三十六计》
- 马骏：《二战人物》、《拿破崙》和《孙子兵法》
- 张望朝：《杨子荣》、《杨靖宇》
- 姚淦铭：《道德经》
- 赵晓岚：《李煜》、《金戈铁马辛弃疾》
- 鲍鹏山：《鲍鹏山新说水浒》、《孔子是怎样炼成的》
- 袁腾飞：《两宋风云》、《塞北三朝》
- 郦波：《风雨张居正》
- 喻大华：《苦命皇帝咸丰》、《嘉庆王朝》、《道光与鸦片战争》、《末代皇帝溥仪》、《囚徒天子光绪》
- 曾仕强：《易经的奥秘》
- 李山：《春秋五霸》、《战国七雄》

#：香港明珠台曾播映此系列节目。

## 评价
2006年，《百家讲坛》名列“《假日100天》优化生活特别贡献奖”，並入选《2006年当代中国十大新闻事件》。
2007年，《百家讲坛》获得“2007年中国十大创新栏目”荣誉称号、第20届“优秀电视文艺栏目奖”、“2006中国原创电视栏目”奖，並获得由国家广电总局命名的“全国优秀电视文化（文艺）栏目”称号。
2008年，获2007《综艺》年度“人文节目”奖、获《哥伦比亚新闻评论》中文版评选的媒体行业的“中国标杆品牌”，並且在《中国电视网络影响力报告（2008）》中，《百家讲坛》当选为“2007年度中国最具网络影响力的央视十大栏目”之一。
2009年，由中国广播电视协会、中国传媒大学和中央民族大学联合推出的《中国电视网络影响力报告（2009）》年度报告，《百家讲坛》再次获选“2008中国最具网络影响力的CCTV栏目”第一名。
观复博物馆馆长马未都：《百家讲坛》头一波的人全是顶级人物，霍金、比尔·盖茨、李政道等都上过，但是它没有普及。 后来通过阎崇年先生讲清史，慢慢红起来的，因为近几年清朝背景电视剧比较多，许多人急于了解这段历史。 这种学术大众化是一个好事儿。